# 64-й гвардейский миномётный полк реактивной артиллерии
64-й гвардейский миномётный Свирско-Хинганский Краснознамённый полк — воинская часть Вооружённых сил СССР в Великой Отечественной войне.

## История
Полк сформирован в начале 1942 года.
В составе действующей армии с 23.05.1942 по 15.11.1944 года и с 09.08.1945 по 03.09.1945 года.
С момента поступления в действующую армию находится на обороне рубежа реки Свирь. В состав полка вошёл 323 отдельный гвардейский миномётный дивизион (с 30.07.1944 — 1-й дивизион), 310 отдельный гвардейский миномётный дивизион (с 30.07.1944 — 2-й дивизион) и 45-й отдельный гвардейский миномётный дивизион (с 30.07.1944 — 3-й дивизион) в июне 1944 года  поддерживает огнём наступающие войска в ходе Свирско-Петрозаводской операции. По её окончании выведен в резерв.
Участвовал в Параде Победы — 24.06.1945.
В июле-августе 1945 года переброшен в Монголию, принял участие в Хингано-Мукденской фронтовой наступательной операции.

## Подчинение
| Дата            | Фронт (округ)            | Армия                          | Корпус                                                        | Дивизия | Примечания                           |
| --------------- | ------------------------ | ------------------------------ | ------------------------------------------------------------- | ------- | ------------------------------------ |
| 01.05.1942 года | Московский военный округ | -                              | -                                                             | -       | -                                    |
| 01.06.1942 года | -                        | 7-я отдельная армия            | -                                                             | -       | -                                    |
| 01.07.1942 года | -                        | 7-я отдельная армия            | -                                                             | -       | -                                    |
| 01.08.1942 года | -                        | 7-я отдельная армия            | -                                                             | -       | -                                    |
| 01.09.1942 года | -                        | 7-я отдельная армия            | -                                                             | -       | -                                    |
| 01.10.1942 года | -                        | 7-я отдельная армия            | -                                                             | -       | -                                    |
| 01.11.1942 года | -                        | 7-я отдельная армия            | -                                                             | -       | -                                    |
| 01.12.1942 года | -                        | 7-я отдельная армия            | -                                                             | -       | -                                    |
| 01.01.1943 года | -                        | 7-я отдельная армия            | -                                                             | -       | -                                    |
| 01.02.1943 года | -                        | 7-я отдельная армия            | -                                                             | -       | -                                    |
| 01.03.1943 года | -                        | 7-я отдельная армия            | -                                                             | -       | -                                    |
| 01.04.1943 года | -                        | 7-я отдельная армия            | -                                                             | -       | -                                    |
| 01.05.1943 года | -                        | 7-я отдельная армия            | -                                                             | -       | -                                    |
| 01.06.1943 года | -                        | 7-я отдельная армия            | -                                                             | -       | -                                    |
| 01.07.1943 года | -                        | 7-я отдельная армия            | -                                                             | -       | -                                    |
| 01.08.1943 года | -                        | 7-я отдельная армия            | -                                                             | -       | -                                    |
| 01.09.1943 года | -                        | 7-я отдельная армия            | -                                                             | -       | -                                    |
| 01.10.1943 года | -                        | 7-я отдельная армия            | -                                                             | -       | -                                    |
| 01.11.1943 года | -                        | 7-я отдельная армия            | -                                                             | -       | -                                    |
| 01.12.1943 года | -                        | 7-я отдельная армия            | -                                                             | -       | -                                    |
| 01.01.1944 года | -                        | 7-я отдельная армия            | -                                                             | -       | -                                    |
| 01.02.1944 года | -                        | 7-я отдельная армия            | -                                                             | -       | -                                    |
| 01.03.1944 года | Карельский фронт         | 7-я армия                      | -                                                             | -       | -                                    |
| 01.04.1944 года | Карельский фронт         | 7-я армия                      | -                                                             | -       | -                                    |
| 01.05.1944 года | Карельский фронт         | 7-я армия                      | -                                                             | -       | -                                    |
| 01.06.1944 года | Карельский фронт         | 7-я армия                      | -                                                             | -       | -                                    |
| 01.07.1944 года | Карельский фронт         | 7-я армия                      | -                                                             | -       | -                                    |
| 01.08.1944 года | Карельский фронт         | 7-я армия                      | -                                                             | -       | -                                    |
| 01.09.1944 года | Карельский фронт         | 7-я армия                      | -                                                             | -       | -                                    |
| 01.10.1944 года | Карельский фронт         | 7-я армия                      | -                                                             | -       | -                                    |
| 01.11.1944 года | Карельский фронт         | 14-я армия                     | -                                                             | -       | -                                    |
| 01.12.1944 года | Резерв Ставки ВГК        | Карельский фронт               | -                                                             | -       | в составе полевого управления фронта |
| 01.01.1945 года | Резерв Ставки ВГК        | Резервное фронтовое управление | -                                                             | -       | -                                    |
| 01.02.1945 года | -                        | -                              | -                                                             | -       | нет данных                           |
| 01.03.1945 года | -                        | -                              | -                                                             | -       | нет данных                           |
| 01.04.1945 года | Московский военный округ | -                              | -                                                             | -       | -                                    |
| 01.05.1945 года | Московский военный округ | -                              | -                                                             | -       | -                                    |
| 01.06.1945 года | Московский военный округ | -                              | 28 июня 1945 года после парада Победы отбыл на Дальний Восток | -       | предположительно                     |
| 01.07.1945 года | Московский военный округ | -                              | -                                                             | -       | предположительно                     |
| 01.08.1945 года | Московский военный округ | -                              | -                                                             | -       | предположительно                     |
| 09.08.1945 года | Забайкальский фронт      | 39-я армия                     | -                                                             | -       | -                                    |
| 03.09.1945 года | Забайкальский фронт      | 39-я армия                     | -                                                             | -       | -                                    |

## Командиры
- гвардии подполковник Козлов Иван Алексеевич (с 1942, погиб — 22.10.1944), гвардии майор Батагов Султанбек Казбекович (с 10.1944 года);
- нач.штаба: майор Султанов Виталий Никифорович (1944, в 8.1945 — ком-р 97 ГМП), майор Хаустов Александр Кириллович (8.1945);  замком по с/ч майор Лисенков Г. Н. (с 10.1944, 20.10.1944 — за ком-ра полка), майор Осипов Александр Семёнович (1945);
- Командиры дивизионов:
- 323 огмдн / 1-й д-н майор Лисенков Григорий Николаевич (1944, с 10.1944 — замком полка), капитан Крайнов Анатолий Петрович (с 10.1944, в 1944 — ком-р 2-го д-на); нш 1-го д-на капитан Шустров Григорий Семёнович (10.1944, в 8.1945 — ком-р 3-го д-на);
- 310 огмдн / 2-й д-н — капитан Хуторцев Владимир Сергеевич (с 10.1944), капитан Карасёв Александр Алексеевич (1945); нш 310 гмд — капитан Коваленко Алексей Яковлевич (1944, в 6.1945 в 40 ГМБр), ст. л-т Мурашко Василий Кириллович (1945);
- 45-й огмдн / 3-й д-н — ст. л-т / капитан Осипов А. С. (с 1942, затем замком полка), майор Хаустов Александр Кириллович (1944, в 8.1945 — НШ полка); нш д-на капитан Сабанцев Александр Иванович (с 1944, в 8.1945 — пнш полка);

## Награды и наименования
- Свирский, Хинганский (9.1945);
- Орден Красного Знамени

## Известные люди, связанные с полком
- Орлов, Александр Кириллович, воевал в составе полка, впоследствии Председатель Верховного Суда РСФСР с 1972 по 1984 год.